# NGC 3298
NGC 3298 is een elliptisch sterrenstelsel in het sterrenbeeld Grote Beer. Het hemelobject werd op 12 april 1789 ontdekt door de Duits-Britse astronoom William Herschel.

## Synoniemen
- MCG 8-19-43
- ZWG 241.1
- ZWG 240.65
- PGC 31529